# Atsuko Ikeda
Pour les articles homonymes, voir Ikeda.
Atsuko Ikeda (池田厚子, Ikeda Atsuko, née le 7 mars 1931) est la quatrième fille de l'empereur Shōwa et de l'impératrice Kōjun. Mariée au marquis Takamasa Ikeda, elle est la sœur aînée de l'empereur Akihito (émérite) et l'aînée des tantes survivantes de l'empereur du Japon, Naruhito, au moment de son intronisation.

## Biographie
La princesse Atsuko est née au palais impérial de Tokyo. Pendant son enfance elle porte le titre Atsuko, princesse de Yori (順宮厚子内親王, Yori no miya Atsuko Naishinnō).
Comme ses sœurs aînées, elle ne fut pas élevée par ses parents biologiques mais par une succession de dames de cour dans un palais séparé construit pour elle et ses sœurs dans le quartier de Marunouchi à Tokyo. Elle est diplômée de l'école d'aristocrates Gakushūin et a reçu un enseignement de l'anglais par sa tutrice américaine, Elizabeth Gray Vining, durant l'occupation du Japon. Elle est diplômée de l'université pour femmes Gakushuin en mars 1952.
Le 10 octobre 1952, la princesse Yori épouse Takamasa Ikeda, le fils aîné du défunt marquis Nobumasa Ikeda et descendant direct du dernier daimyo (gouverneur) du domaine d'Okayama, qu'elle a rencontré lors d'une cérémonie de thé dans le jardin Kōraku-en. Le couple se fiance six mois plus tard mais les plans de mariage sont reportés en raison du décès de l'impératrice Teimei en 1951 et de la période de deuil qui s'ensuivit. Avant son mariage, la princesse Yori devint la seconde fille d'un empereur à renoncer à son statut de membre de la famille impériale japonaise et est roturière au moment de son mariage, en accord avec la loi de la maison impériale de 1947.
L'ancienne princesse emménage dans la préfecture d'Okayama où son mari, un riche propriétaire de ranch, est directeur du zoo d'Ikeda de la ville d'Okayama pendant plus de cinquante ans.
En 1965, elle est hospitalisée pour un sepsis, qui préoccupa grandement la famille impériale, étant donné que sa sœur aînée Shigeko Higashikuni était déjà morte d'un cancer de l'estomac.

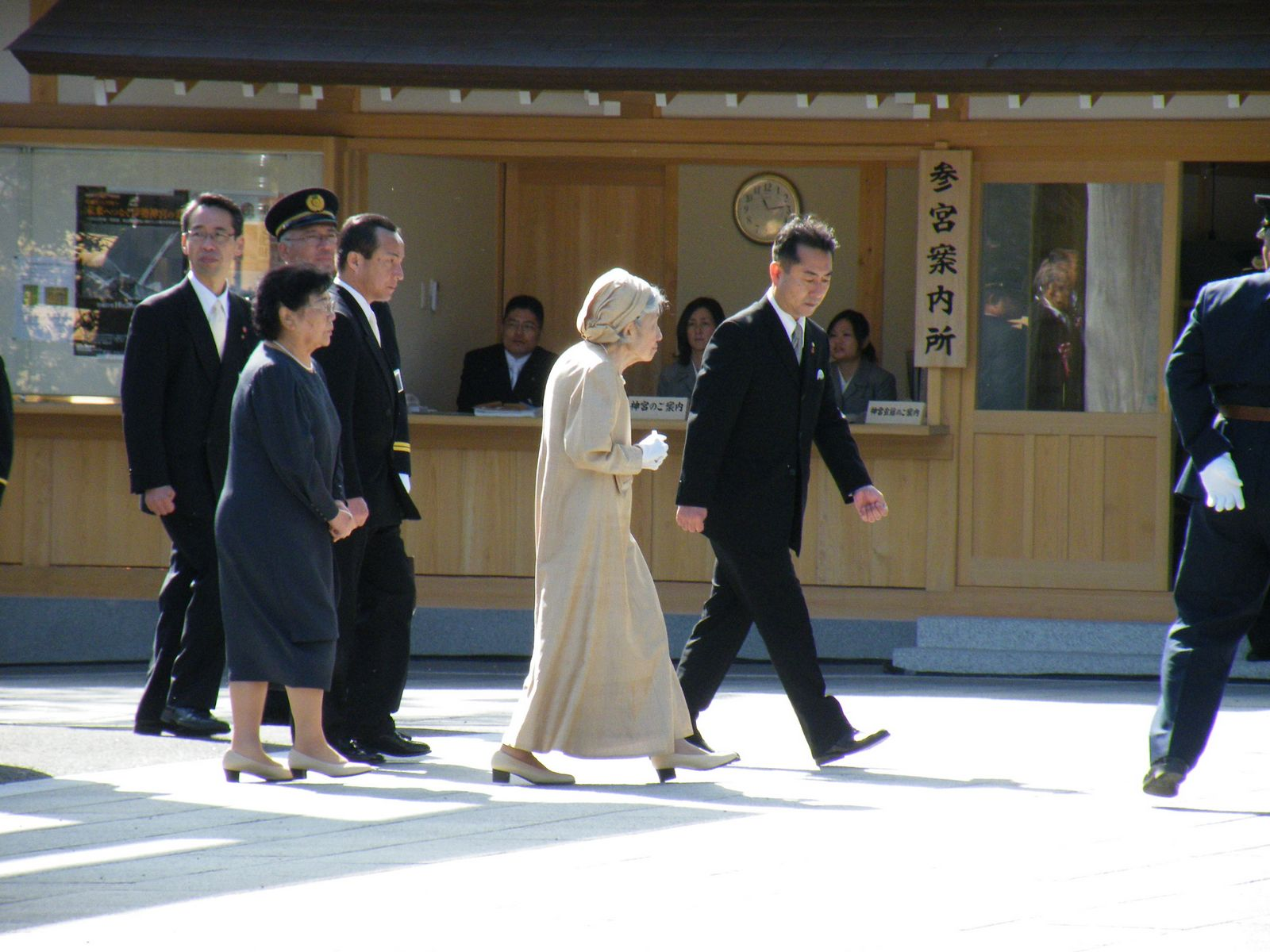
Atsuko Ikeda, prêtresse sacrée en chef du sanctuaire d'Ise, le 3 novembre 2009

En octobre 1988, Atsuko succède à sa sœur aînée malade Kazuko Takatsukasa en tant que prêtresse sacrée en chef (saishu) du sanctuaire d'Ise. Elle est aussi présidente de l'association des sanctuaires shinto.
Les Ikeda n'ont pas d'enfants.

## Titres
- 7 mars 1931 - 10 octobre 1952: Son Altesse impériale la Princesse Yori
- 10 octobre 1952 - présent: Madame Takamasa Ikeda

## Honneurs
- : Grand Cordon de l'ordre de la Couronne précieuse

## Source de la traduction
- (en) Cet article est partiellement ou en totalité issu de l’article de Wikipédia en anglais intitulé « Atsuko Ikeda » (voir la liste des auteurs).